# ズラタリツァ
ズラタリツァ（Zlataritsa  (ブルガリア語: Златарица [zɫɐˈtarit͡sɐ])）は、ブルガリア北東部の町、およびそれを中心とした基礎自治体。ヴェリコ・タルノヴォ州に属する。

## 概要
スラタリツァの気候はバルカン山脈北部に典型的な、内陸性の気候である。
ルンナ・ドリナ（Лунна Долина / Lunna Dolina、月の丘）は、バルカン山脈の中にある市内のスレドノ・セロ（Средно село / Sredno selo）村、リバルツィ（Рибарци / Ribartsi）に位置している。第二次ブルガリア帝国時代はヴェリコ・タルノヴォに首都がおかれ、月の丘は皇帝たちの夏の別荘地となった。
市内にある聖ニコライ教会（Църква-храм "Св. Николай" / Tsrkva-hram "Sv. Nikoray"）はブルガリアの文化財に指定されている。付近には、紀元前7千年紀から8千年紀ごろの3つの古代集落と8つの墳墓が発見されており、また遺跡も見つかっている。
古代ローマの「ツァリグラト（コンスタンティノポリス）街道」がこの町を通過していた。市内のゴルスコ・ノヴォ・セロ（Горско Ново село / Gorsko Novo Selo）には中世・13世紀-14世紀の教会が、ヨハネス1世ツィミスケスの時代からイサキオス2世アンゲロスの時代の貨幣のコレクションとともに見つかっている。
ズラタリツァは人口が多くなく、自然観光に適している。自治体は手付かずの自然を堪能できる川沿いの遊歩道を整備している。

## 町村
ズラタリツァ基礎自治体（Община Златарица）には、その中心であるズラタリツァをはじめ、以下の町村（集落）が存在している。
- Горна Хаджийска
- Горско Ново село
- Дедина
- Дединци
- Делова махала
- Долно Шивачево
- Дълги припек
- Златарица
- Калайджии
- Новогорци

- Овощна
- Равново
- Разсоха
- Резач
- Родина
- Росно
- Сливовица
- Средно село
- Чешма
- Чистово

## 画像

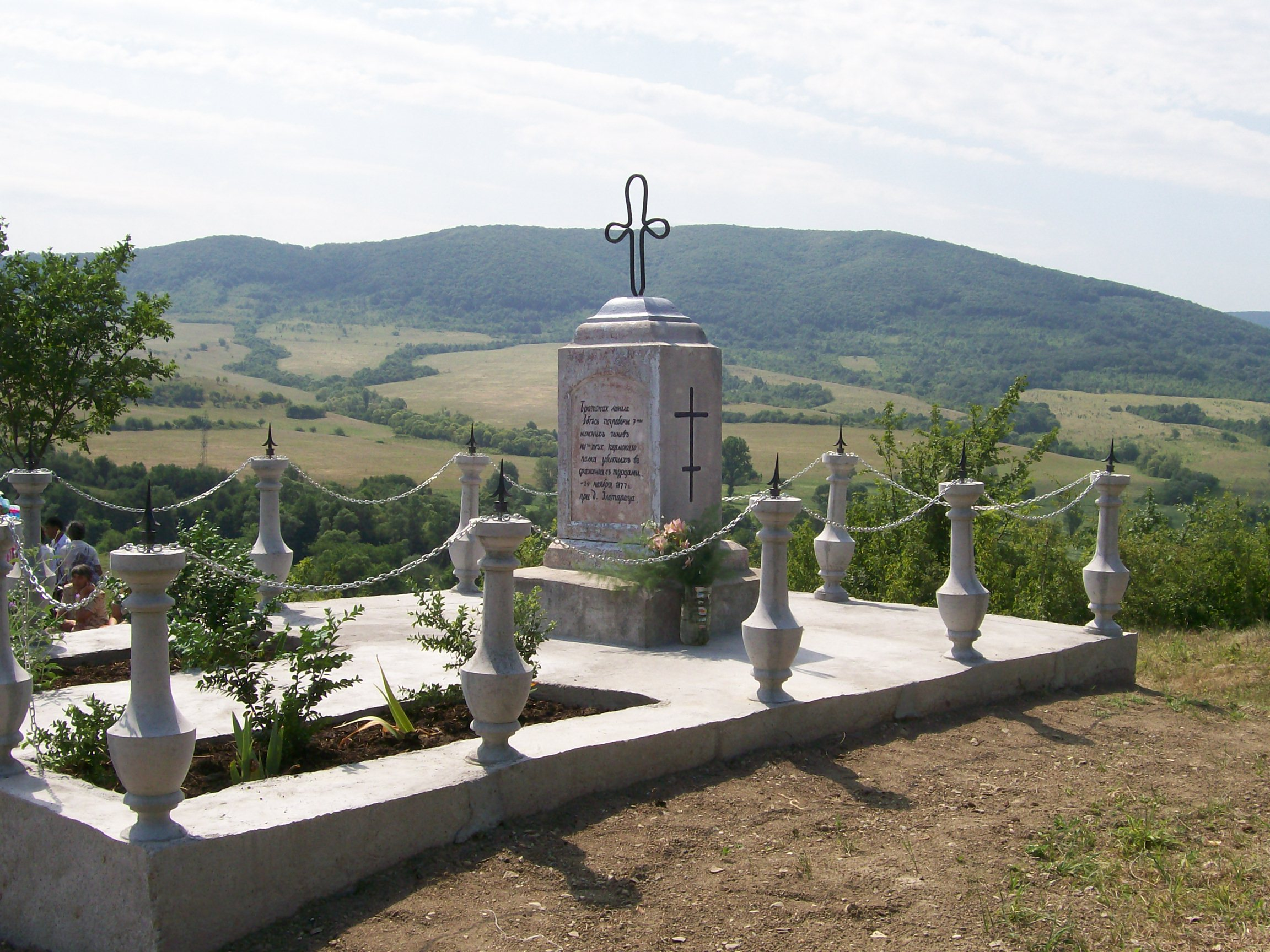
モニュメント
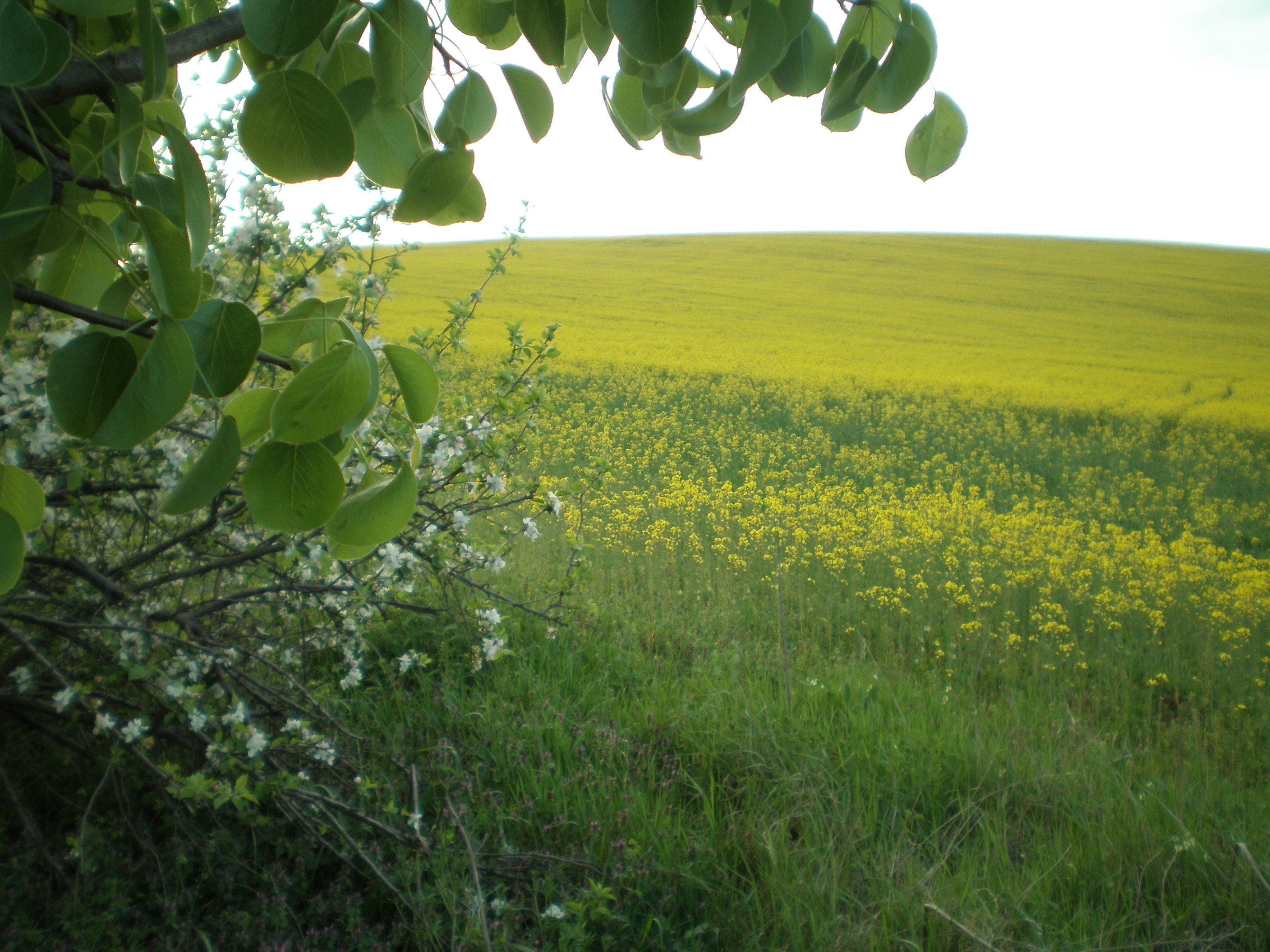
菜の花畑
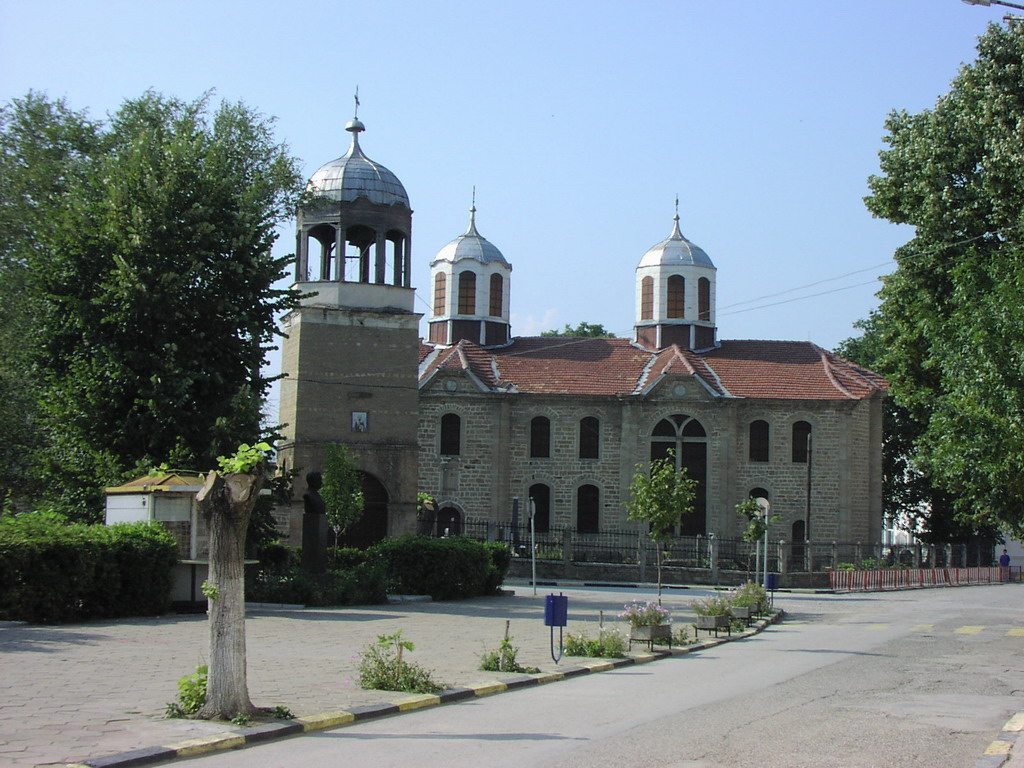
聖ニコライ教会
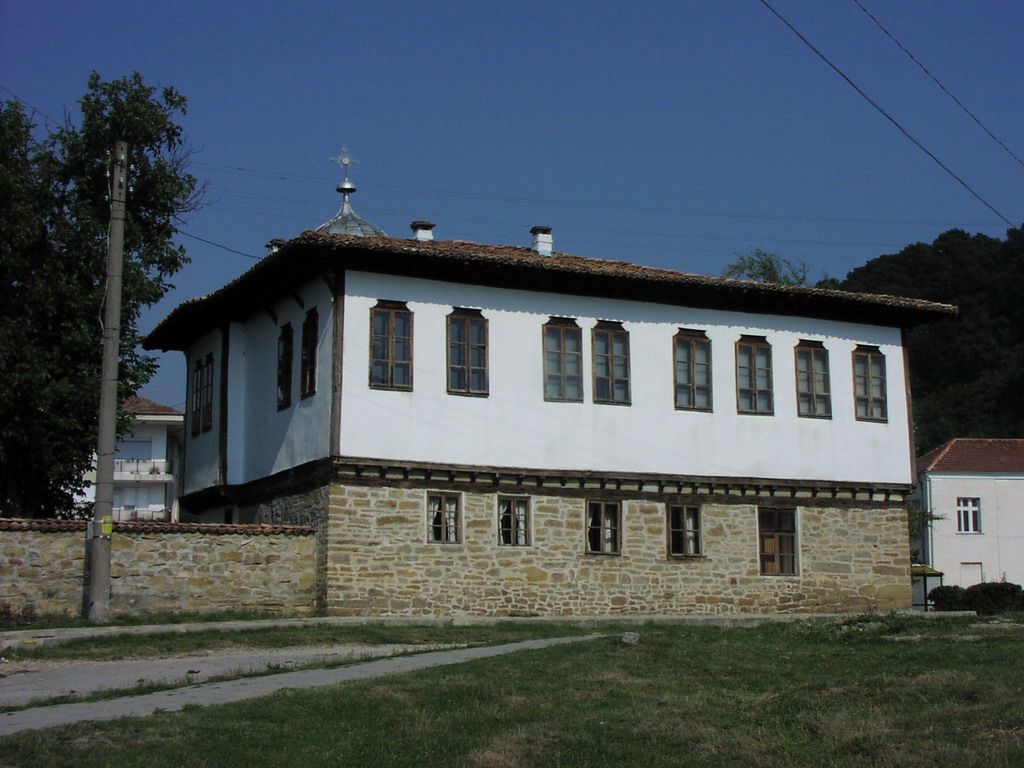
歴史博物館
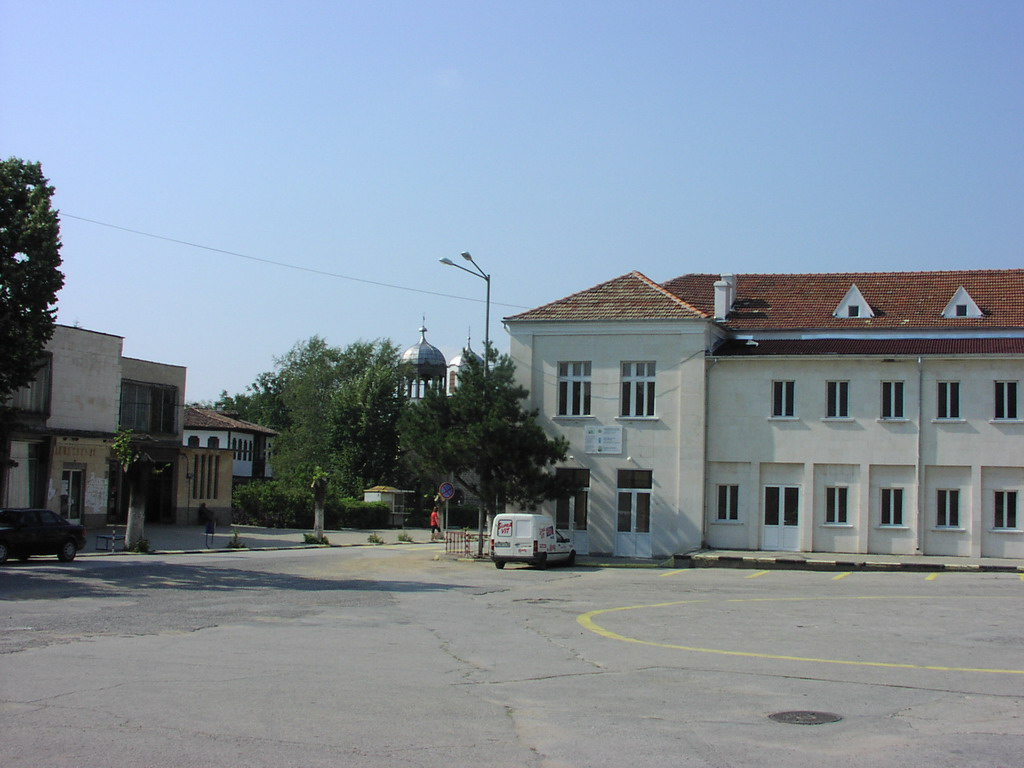
図書館
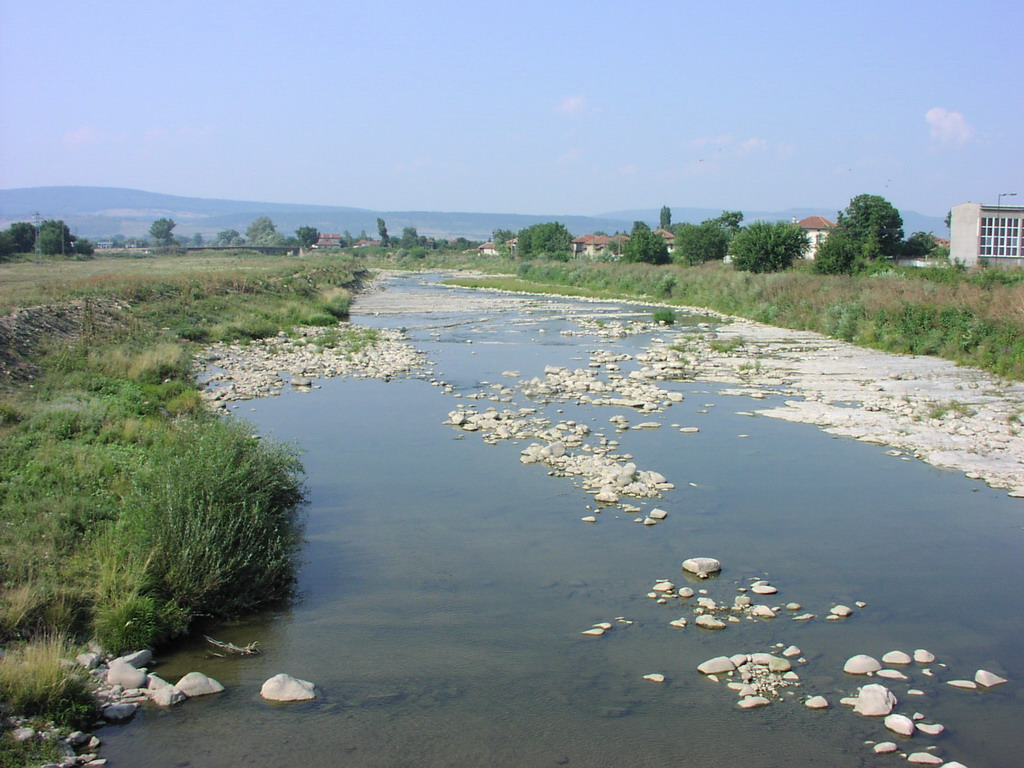
ブルジツァ川
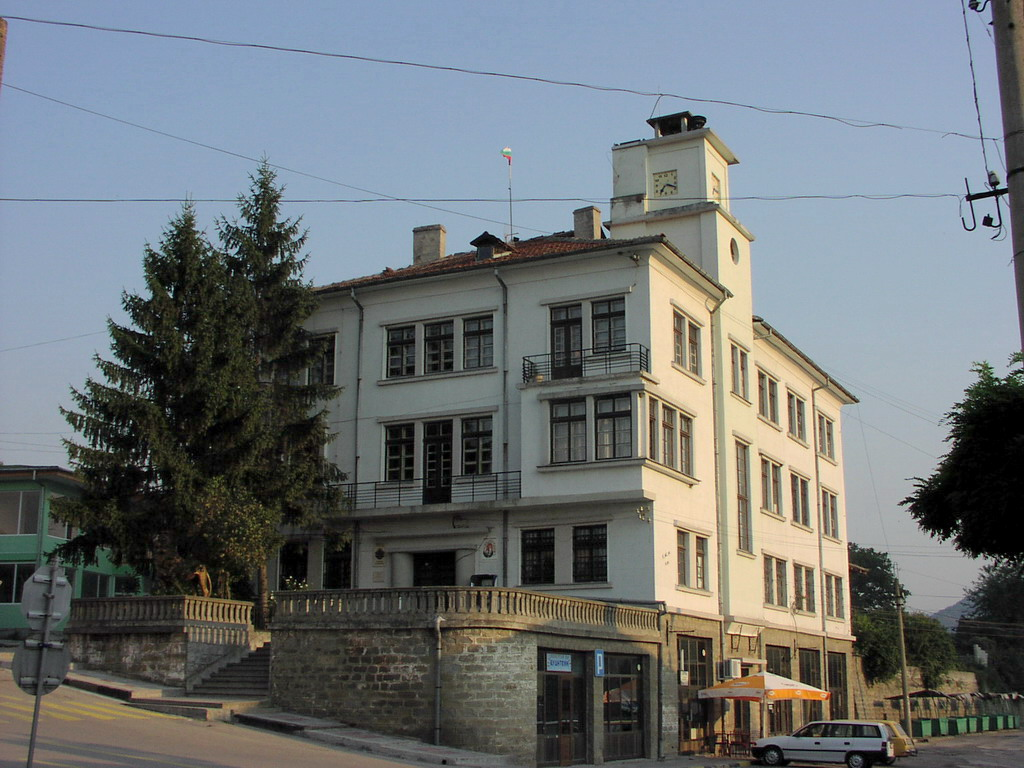
市役所